# 修禅寺

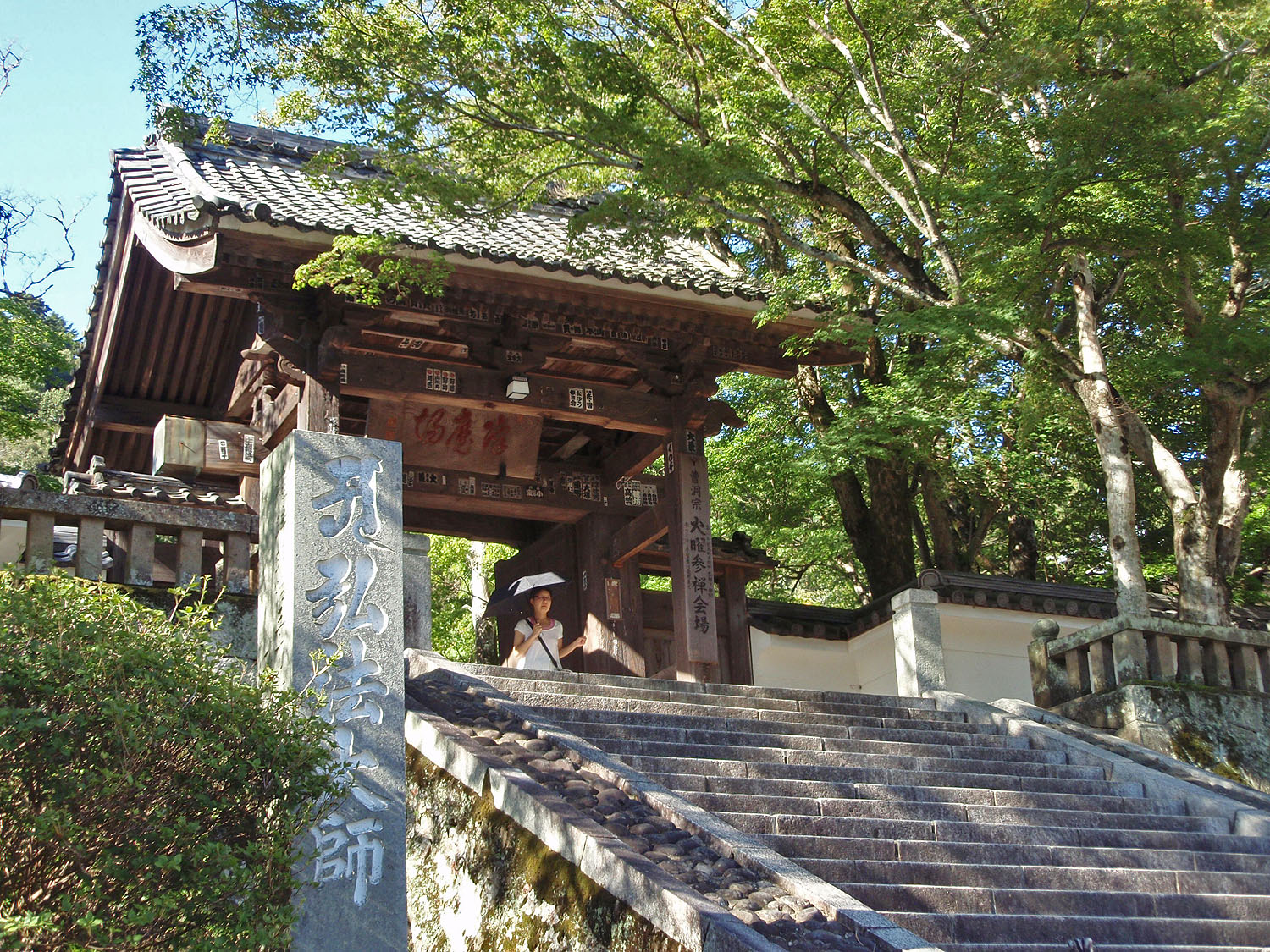
山門

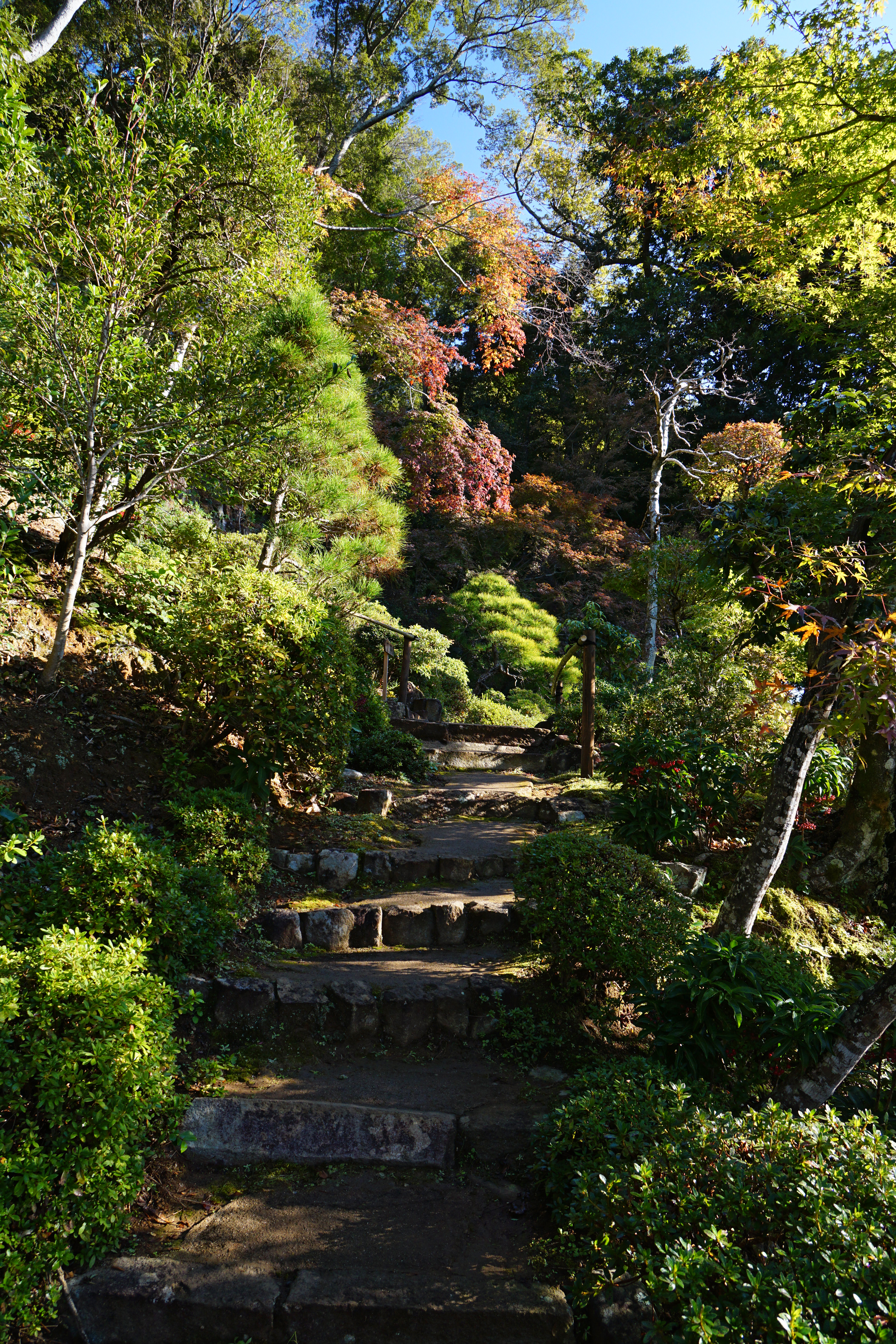
庭園

修禅寺（しゅぜんじ）は、静岡県伊豆市修善寺にある曹洞宗の寺院。山号は福地山。正式名称は「福地山修禅萬安禅寺（ふくちざんしゅぜんばんなんぜんじ）」で、略して福地山修禅寺と呼んでいる（宗教法人としての名称は「修禅寺」）。修善寺温泉街の中心にある。夏目漱石の『思ひ出す事など』（修善寺の大患）、岡本綺堂の『修禅寺物語』でも名高い。

## 名称
地名は「修善寺」、寺名は「修禅寺」で、表記が異なるが、両方とも「しゅぜんじ」と読む。
初期には「桂谷山寺」と呼ばれており、鎌倉時代より「修善寺」と呼ばれていたが、鎌倉時代中期に臨済宗に改宗し「善」を「禅」に変更したとの説がある。

## 歴史
807年（大同2年）に空海が創建したと伝えられ、その後の約470年間は真言宗に属していた。当時は周辺の地名が桂谷であったことから、桂谷山寺と言われ、『延喜式』には「伊豆国禅院一千束」と書かれるほどの寺院であった。
鎌倉時代初期には修禅寺の名称が定着し、寺領も修禅寺と呼ばれるようになった。また、源頼朝の弟の源範頼と、頼朝の息子で鎌倉幕府2代将軍の源頼家が当寺に幽閉され、その後この地で殺害されたことでも知られている。ただし、範頼に関しては殺害を裏付ける史料が残っていないことや子孫が御家人として残っているという事実から生存説が取り沙汰されてもいる。
建長年間（1249年 - 1255年）に元の密偵と疑われていた蘭渓道隆が避難のために来住し、それに伴って臨済宗に改宗された。蘭渓道隆は、南宋の理宗から「大宋勅賜大東福地肖盧山修禅寺」という額を賜り、大陸にまで修禅寺の名を広めた。
その後、1361年康安（元年）の畠山国清と足利基氏の戦乱の被害を受け、さらに1409年（応永9年）の大火災で伽藍が全焼し荒廃したが、伊豆一国を治めた伊勢新九郎長氏（北条早雲）により、彼の叔父の隆渓繁紹に曹洞宗の寺院として再興された。
現在の本堂は1883年（明治16年）に再建したものである。2007年（平成19年）には開創1200年祭が行われた。

## 文化財
- 重要文化財（国指定）
  - 木造大日如来坐像 - 寄木造、玉眼、像高100.5cm、膝張74.0cm。像内から、承元4年（1210年）に実慶が作った旨の墨書と女性の毛髪三束を包んだ錦の布が発見されている。1993年（平成5年）1月20日、国の重要文化財（彫刻）に指定された[5]。

- 静岡県指定有形文化財
  - 宋版放光般若経 巻ニ十三 - 巻末欄外に「為征夷大将軍左金吾督源頼家菩提　尼置之」の書き入れ（墨書）があり、これは北条政子の筆といわれている[6][7]。1958年（昭和33年）4月15日、静岡県の有形文化財（典籍）に指定された[6][8]。
  - 木造釈迦如来坐像 - 1979年（昭和54年）2月15日、静岡県の有形文化財（彫刻）に指定された[8]。
- 静岡県指定天然記念物
  - 修禅寺の桂 - 1956年（昭和31年）5月24日に、静岡県の天然記念物に指定された[8]。

## 年中行事
- 4月21日 - 弘法忌
- 8月21日 - 例祭
- 毎月21日 - 弘法市（地元の物産直販会）

## 所在地
- 静岡県伊豆市修善寺964

## 交通アクセス
- 伊豆箱根鉄道修善寺駅から、伊豆箱根バスまたは東海バスで約10分
- 同駅から車で10分